# Mads Gilbert
Mads Gilbert, född 2 juni 1947 i Porsgrunn, är en norsk läkare och politiker.  

## Medicinskt arbete
Gilbert är narkosläkare och avdelningschef för den akutmedicinska avdelningen på Universitetssykehuset Nord-Norge. Sedan 1995 är han professor i akutmedicin vid Universitetet i Tromsø.
Gilbert har stor erfarenhet från internationellt arbete och har sedan 1970-talet varit aktiv i solidaritetsarbetet med palestinierna. Under konflikten på Gazaremsan 2008-2009 var han på plats som utsänd av NORWAC (Norwegian Aid Committee), tillsammans med kirurgen Erik Fosse. Då utländska journalister stängts ute kom han att bli en viktig nyhetskälla för europeiska medier. Utifrån sina erfarenheter från kriget skrev Gilbert och Fosse boken Ögonen i Gaza som gavs ut 2009.
Under stridigheterna sommaren 2014 hävdar palestinska läkare på sjukhus i Gaza att "Israel använder cancerbomber", Dime-bomber, vilka Mads Gilbert konfirmerar användes redan 2006 och att de är mycket farliga då de inte syns på vanlig röntgen. 
Mads är sedan 2014-11-14 av Israel förbjuden att återvända till Gaza. 

## Politiker
Gilbert är medlem av det revolutionära socialistiska partiet Rødt. Han har representerat partiet Rød Valgallianse i Tromsø fylkesting under tre mandatperioder (1979-87 och 1995-99). 
Han var också med och bildade aktionsgruppen «Ja til kysten, nei til OL» som kämpade mot att Norge skulle ansöka om OS i Tromsø 2018 .

## 11 september-attackerna
Gilbert blev intervjuad efter terrorhandlingarna i USA den 11 september 2001 och på frågan "Støtter du et terrorangrep på USA? (Stöder du ett terrorangrepp mot USA?) svarade han "Terror er et dårlig våpen, men svaret er ja, innenfor den konteksten jeg har nevnt" (Terror är ett dåligt vapen, men svaret är ja, i den kontext som jag har nämnt). Detta var ett uttalande han senare tog avstånd från, och menade att det var ett oklokt och ogenomtänkt uttalande.